# 蒸発した男

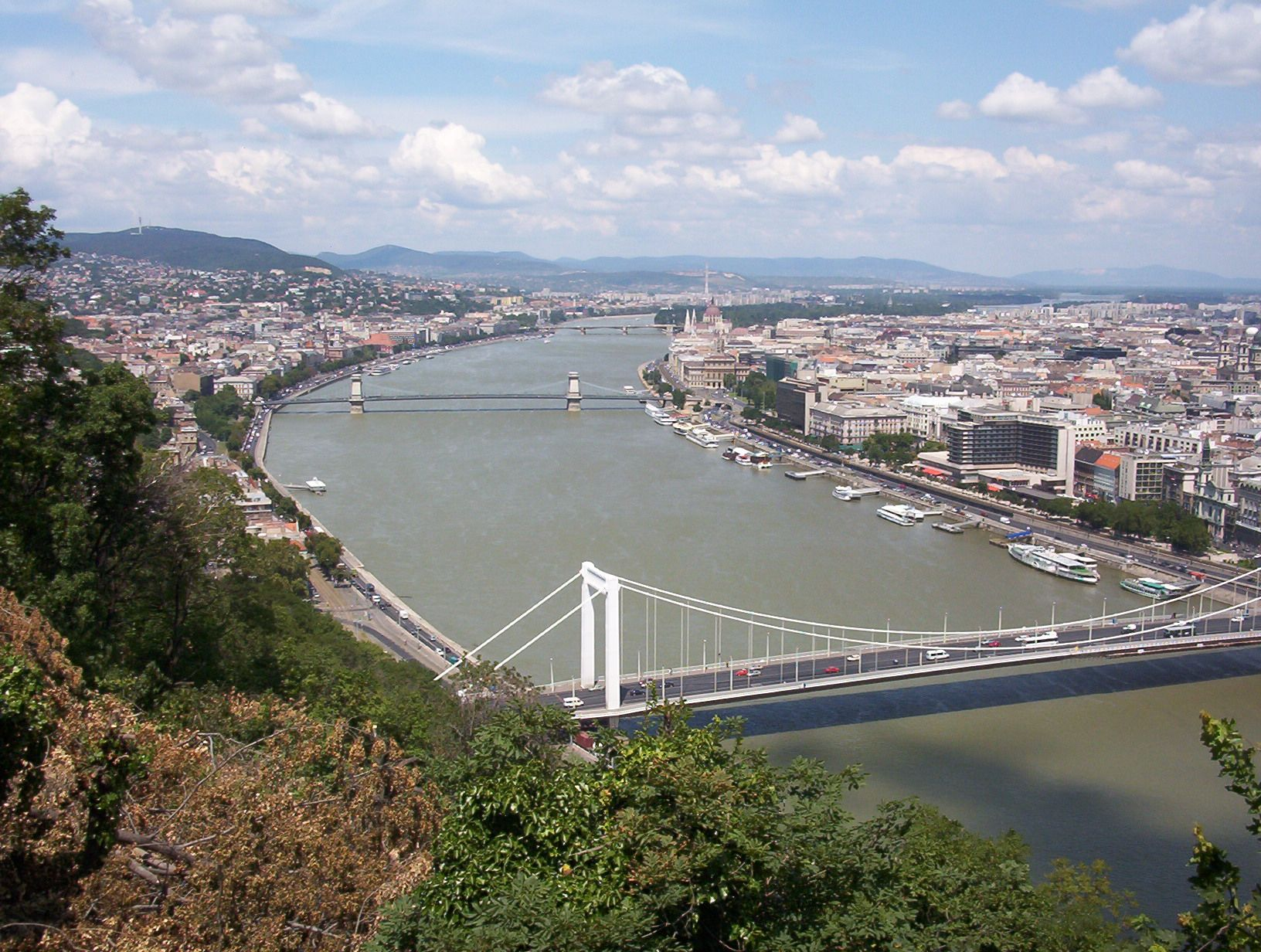
ドナウ川に架かるエルジェーベト橋（手前）

『煙に消えた男』（けむりにきえたおとこ）は、ペール・ヴァールーとマイ・シューヴァル共著によるスウェーデンの警察小説「マルティン・ベック シリーズ」の第2作。
翻訳の原書は、ジョーン・テイト（Joan Tate）訳、ゴランツ社（Gollancz）の英語版「The Man Who Went Up in Smoke」。
2016年3月に、柳沢由実子による新訳・改題により、旧題『煙に消えた男』から改題となりKADOKAWA〈角川文庫〉から刊行された。

## あらすじ
1966年8月、夏の休暇初日を群島で過ごしていたマルティン・ベックは上司のハンマルから緊急の呼び出しを受けた。ハンマルのもとに出頭すると外務省（Utrikesdepartementet）に行き外務大臣（utrikesminister）の側近という人物の話を聴くように指示された。その人物の話によると、ある大手の週刊誌専属のジャーナリストのアルフ・マトソンが取材先のブダペストで行方不明になっているので探して欲しいという依頼であった。スウェーデン人がハンガリーで行方不明となるという事例はラウル・ワレンバーグの件を想起させ、国際問題に発展するような事態にはしたくないという配慮があった。
ベックは、まず国内でマトソンの身辺調査を行うが失踪の要因となるようなものは見つからなかった。ブダペストに渡りマトソンが宿泊していたホテルを拠点に捜索を始めるベックには彼につきまとう影があった。ストックホルムでマトソンについて情報収集をするコルベリからマトソンが交際しているハンガリー人女性の名を知らされたベックは探して会いに行くが、その女性からはマトソンという人物は知らないと言われてしまう。
マトソンの足取りを追い続けるベックであったが、ある暑い晩散歩に出たときに何者かに襲われた。

## 登場人物
マルティン・ベック
ストックホルム警察・殺人課・警部
レンナルト・コルベリ
ストックホルム警察・殺人課・警部
エヴァルド・ハンマル
ストックホルム警察・警視長
ウィルモス・ルスカ
ブダペスト警察・少佐
アルフ・マトソン
ジャーナリスト
アリ・ベック
マトソンの交際相手
スヴェン＝エリク・モーリン
マトソンのジャーナリスト仲間
オーケ・グンナール
マトソンのジャーナリスト仲間